# Рейле, Ансельм
Ансельм Рейле (англ. Anselm Reyle; род. 1970, Тюбинген, Германия) — современный немецкий художник, известный своими абстрактными произведениями, созданными с использованием фольги и неона, а также масштабными скульптурами и инсталляциями из найденных предметов. Живет и работает в Берлине.

## Биография
Ансельм Рейле учился в Штутгартской Государственной Академии Изобразительных Искусств и в Академии Изобразительных Искусств в Карлсруэ под руководством художника Хельмута Дорнера.
На раннем этапе своей карьеры Рейле увлекался ландшафтным дизайном и музыкой, однако позднее полностью сосредоточился на живописи и скульптуре. В 1997 году он переехал в Берлин, где погрузился в активную художественную среду города. В Берлине Рейле создал студийное сообщество вместе с Джоном Боком, Дитером Детцнером, Бертой Фишер и Мишелем Мажерусом. С 1999 по 2001 год Рейле сотрудничал с Клаусом Андерсеном и Дирком Беллом в галерее "Andersen's Wohnung", а также с Дирком Беллом и Тило Хайнцманом в галерее "Montparnasse".
Рейле преподавал в качестве приглашенного профессора в Академии изобразительных искусств в Карлсруэ, Университете изобразительных искусств в Берлине и Художественной академии в Гамбурге. С 2009 года он является профессором по рисунку и живописи в Университете изобразительных искусств Гамбурга (HFBK Hamburg).

## Творчество
Творчество Рейле анализирует и переосмысливает различные художественные стили и концепции из истории искусства — от ранней абстракции (Отто Фройндлих) до американского минимализма и экспрессионизма 1950-60-х годов (Барнетт Ньюман, Кеннет Ноланд, Джексон Поллок), а также монохромов Ива Кляйна и реди-мейд объектов Марселя Дюшана. Для своих абстрактных картин, скульптур, инсталляций и реди-мейдов он использует неограниченный спектр материалов: флуоресцентные красители, неоновые лампы, фольгу, автомобильный лак, блестки и объекты, найденные им на блошиных рынках.
В 1990-е годы Рейле начал работу над одной из своих наиболее известных серий — "Картин из фольги" – абстрактных инсталляций из декоративной фольги, помещенной в акриловые боксы. Дешевый материал, обычно используемый для украшения витрин магазинов, в работах Рейлестановился объектом искусства, воплощая поверхностную привлекательность общества потребления. Мерцающая фольга, заключенная в музейные ящики из плексигласа, отражала свет неоновых ламп, одновременно завораживая зрителя и лишая его возможности тактильного опыта.
Несмотря на его известность благодаря использованию необычных материалов и физическим преобразованиям, творчество Рейле основано на традициях абстракции начала 20-го века, включая Арт Информель, Кубизм, Оп-Арт, Минимализм и Поп-Арт. Искусство Рейле концентрируется на границе низкой культуры и высокого искусства, исследуя тонкую грань, соединяющую эти две области. Увлечение художника высокоглянцевыми эффектами и декоративными материалами из мира рекламы стало основой его работ, зачастую критикующих китч и современную культуру потребления.

## Выставки

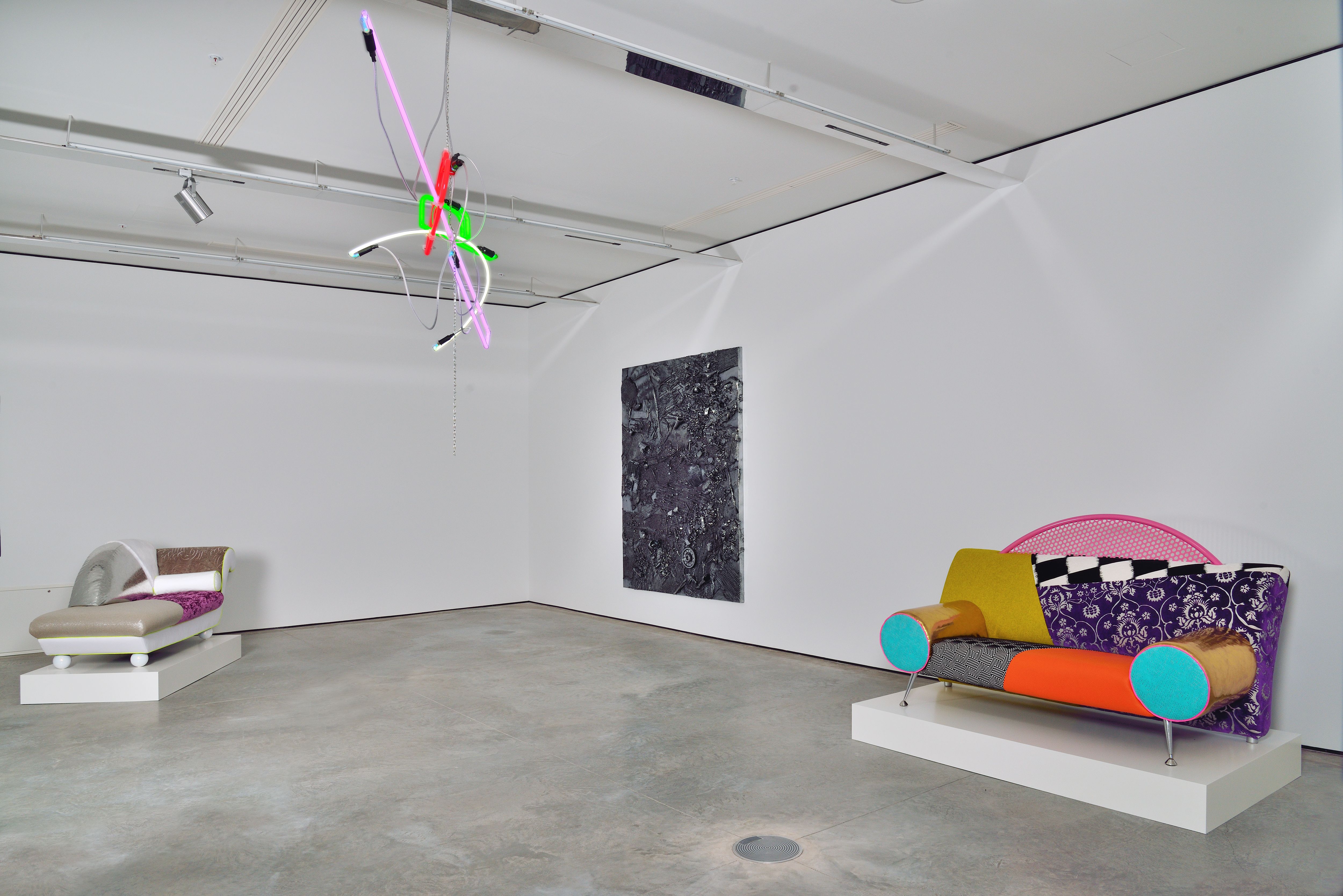
Инсталляции художника на персональной выставке "Electric Spirit" в Галерее Гари Татинцяна, 2013

Работы Ансельма Рейле  были представлены на персональных и групповых выставках по всему миру, включая Albertina Modern (Вена, Австрия), Royal Academy of Arts (Лондон, Великобритания), Tate Modern (Лондон, Великобритания), Museum of Contemporary Art (MOCA) (Лос-Анджелес, Калифорния, США), Латвийском Национальном музее искусств (Рига, Латвия), Centre National d’Art Contemporain (Гренобль, Франция), Neue Nationalgalerie (Берлин, Германия), Arken Museum for Moderne Kunst (Исхой, Дания), Cobra Museum (Амстердам, Нидерланды), Palazzo Grassi (Венеция, Италия) и Kunsthalle Zurich (Цюрих, Швейцария). Первая выставка Рейле в Москве состоялась в 2013 году в Галерее Гари Татинцяна.
Избранные коллекции: Centre Pompidou (Париж, Франция), Pinault Collection (Венеция, Италия), Daimler Contemporary (Берлин, Германия), Sammlung Boros (Берлин, Германия), Arken Museum of Modern Art (Исхой, Дания), Saatchi Gallery (Лондон, Великобритания), Rubell Family Collection (Майами, Флорида, США).

## Публичные коллекции
- Новая национальная галерея, Берлин, Германия
- Daimler Contemporary, Берлин, Германия
- Sammlung Boros, Берлин, Германия
- Коллекция Гёц, Мюнхен, Германия
- Collection Ringier, Цюрих, Швейцария
- Коллекция Пино, Венеция, Италия
- Центр Помпиду, Париж, Франция
- Аркен, Исхой, Дания
- Leeum, Samsung Musem of Art, Сеул, Южная Корея
- Галерея Саатчи, Лондон, Великобритания
- Rubell Family Collection, Майами, США